# Lista opatów Cluny
Opat z Cluny był głową potężnego klasztoru opactwa w Cluny w średniowiecznej Francji. Poniżej znajduje się lista osób zajmujących to stanowisko.

## Lista opatów
| Data rozpoczęcia urzędowania | Data zakończenia urzędowania | Opat                                                |
| ---------------------------- | ---------------------------- | --------------------------------------------------- |
| 919                          | 927                          | Bernon                                              |
| 927                          | 942                          | Odo                                                 |
| 942                          | 964                          | Aymard (od 954 roku był współopatem wraz z Majolem) |
| 964                          | 994                          | Majol                                               |
| 994                          | 1049                         | Odylon                                              |
| 1049                         | 1109                         | Hugon I                                             |
| 1109                         | 1122                         | Pons z Melgueil                                     |
| 1122                         | 1122                         | Hugon II                                            |
| 1122                         | 1156                         | Piotr Czcigodny                                     |
| 1157                         | 1157                         | Robert Grossus                                      |
| 1157                         | 1163                         | Hugon III                                           |
| 1163                         | 1173                         | Stefan I                                            |
| 1173                         | 1176                         | Radulf (Raoul) de Sully                             |
| 1176                         | 1177                         | Gauthier de Châtillon                               |
| 1177                         | 1179                         | Wilhelm I                                           |
| 1179                         | 1183                         | Thibaud de Vermandois                               |
| 1183                         | 1199                         | Hugon IV de Clermont                                |
| 1199                         | 1207                         | Hugon V z Andegawenii                               |
| 1207                         | 1215                         | Wilhelm II                                          |
| 1215                         | 1220                         | Giraud                                              |
| 1220                         | 1228                         | Roland de Hainaut                                   |
| 1228                         | 1230                         | Barthélemy de Florrange                             |
| 1230                         | 1236                         | Stefan II                                           |
| 1230                         | 1235                         | Stefan III                                          |
| 1235                         | 1244                         | Hugon de Courtenay                                  |
| 1244                         | 1257                         | Wilhelm III                                         |
| 1257                         | 1270                         | Yves I de Poyson                                    |
| 1270                         | 1295                         | Yves II de Chassant                                 |
| 1295                         | 1295                         | Wilhelm IV d'Igé                                    |
| 1295                         | 1308                         | Bertrand I de Colombiers                            |
| 1308                         | 1319                         | Henryk I de Faultrière                              |
| 1319                         | 1322                         | Raymond de Bonn I                                   |
| 1322                         | 1344                         | Piotr II de Chastelux                               |
| 1344                         | 1347                         | Itère de Miremande                                  |
| 1347                         | 1351                         | Hugo                                                |
| 1351                         | 1361                         | Audrouin de La Roche                                |
| 1361                         | 1369                         | Szymon I de Brosse                                  |
| 1369                         | 1374                         | Jan I du Pin                                        |
| 1374                         | 1383                         | Jacques de Cozan                                    |
| 1383                         | 1400                         | Jana II de Damas-Cozan                              |
| 1400                         | 1416                         | Raymond II de Cadoène                               |
| 1416                         | 1423                         | Robert II de Chaudesolles                           |
| 1423                         | 1456                         | Eude de la Pierre                                   |
| 1456                         | 1480                         | Jean de Bourbon                                     |
| 1481                         | 1510                         | Jacques d'Amboise                                   |
| 1510                         | 1518                         | Geoffroy d'Amboise                                  |
| 1518                         | 1528                         | Eymard Gouffier                                     |
| 1528                         | 1550                         | Jean de Lorraine                                    |
| 1550                         | 1574                         | Karol de Guise                                      |
| 1575                         | 1612                         | Claude de Guise                                     |
| 1612                         | 1621                         | Louis de Guise                                      |
| 1621                         | 1629                         | Jacques de Veny d'Arbouze                           |
| 1635                         | 1642                         | Kardynał Richelieu                                  |
| 1642                         | 1654                         | Armand de Bourbon-Conti                             |
| 1654                         | 1661                         | Jules Mazarin                                       |
| 1661                         | 1672                         | Rinaldo d'Este                                      |
| 1672                         | 1683                         | Henri Bertrand de Beuvron                           |
| 1683                         | 1715                         | Emmanuel Théodose de la Tour d'Auvergne             |
| 1715                         | 1747                         | Henri-Oswald de la Tour d'Auvergne                  |
| 1747                         | 1757                         | Frédéric-Jérôme de la Rochefoucauld de Roye         |
| 1757                         | 1790                         | Dominique de La Rochefoucauld                       |